# Pfäffikersee
Der Pfäffikersee ist ein 3,3 km² grosser See im Zürcher Oberland, Schweiz, mit einem Einzugsgebiet von 40 km².

## Topografie
Der Pfäffikersee liegt in einer Talniederung am Westrand des Hügelgebietes im Sattel des Übergangs vom Glatt- ins Kempttal im Zürcher Oberland. Der See erstreckt sich in Nord-Süd-Richtung zwischen Pfäffikon ZH und Wetzikon mit einer Länge von 2,5 und einer mittleren Breite von 1,3 Kilometern. Der mittlere Seespiegel liegt auf 537 m ü. M.; der tiefste Punkt des Seebodens erreicht 501 m ü. M., was einer maximalen Tiefe von 36 Metern entspricht; die mittlere Seetiefe beträgt 18,5 Meter. Die Distanz des ZAW-Wanderweges um den Pfäffikersee misst neun Kilometer.

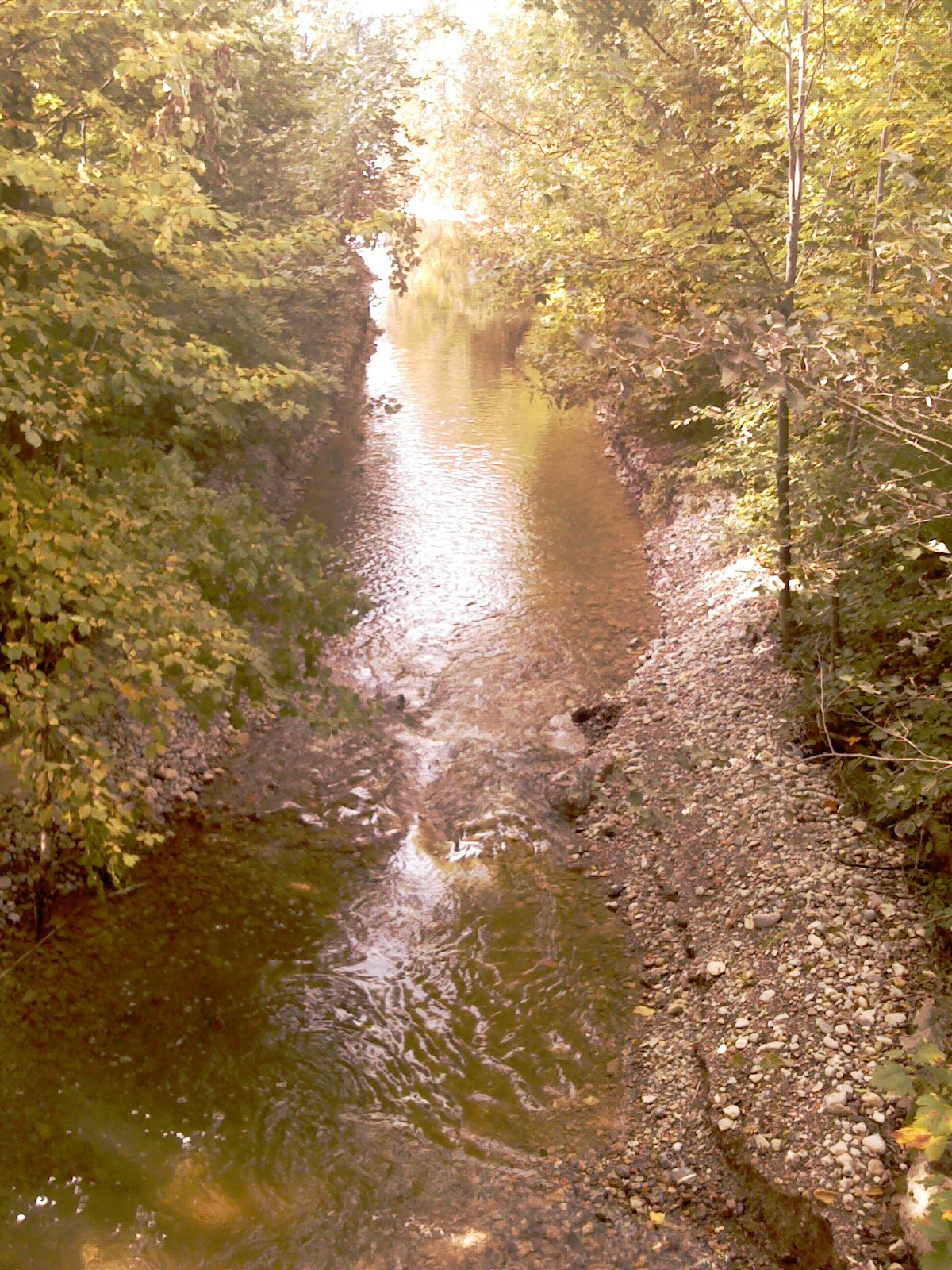
Chämtnerbach kurz vor seiner Mündung in den Pfäffikersee

Einziger nennenswerter Zufluss ist der Kemptnerbach (im Dialekt auch Chämtnerbach genannt), der im westlichen Tössbergland zwischen Bäretswil und Fischenthal unterhalb des Allmen entspringt und nach rund 9,5 km Lauf im Südosten in den Pfäffikersee mündet. Im Süden verlässt die Ustermer Aa den Pfäffikersee, fliesst zuerst nach Süden und anschliessend in nordwestlicher Richtung zum Greifensee. Das Seeufer ist auf allen Seiten ausser im Westen sehr flach.
Seeanteil haben das namengebende Pfäffikon, dessen alter Ortskern nahe dem Nordufer liegt, das Bauerndorf Seegräben im Südwesten sowie die Stadt Wetzikon im Süden. Das Gebiet um den Pfäffikersee war bereits in der Jungsteinzeit besiedelt, wie zahlreiche Funde von ur- und frühgeschichtlichen Siedlungsresten (Pfahlbauten) bewiesen. Nahe beim Ostufer des Sees befinden sich die Ruinen des römischen Kastells Irgenhausen.

## Entstehung
Der Pfäffikersee entstand im Laufe der letzten Eiszeit, als der Linthgletscher im Molasseuntergrund eine übertiefte Wanne zurückliess, die sich beim Rückzug des Eises mit Wasser füllte. Durch eine Endmoräne am Nordwest- und Nordufer wird der See gestaut, so dass sein Abfluss nicht nach Nordwesten in Richtung Winterthur erfolgen kann. Mit der Zeit schritt die Verlandung voran. Es bildete sich fast rund um den See ein Schilf- und Sumpfgürtel, der im Süden im Robenhuser Riet eine Breite von etwa einem Kilometer erreicht. Von Anfang des 18. Jahrhunderts bis etwa 1950 wurde hier Torf gestochen.

## Funde
Mehrere Einbäume unterschiedlicher Zeitstellung wurden im 19. und 20. Jahrhundert in den verlandeten Riedgebieten am Südende des Pfäffikersees zwischen Robenhausen und Seegräben entdeckt und beschrieben. Aufgrund der Unterlagen ist für einen Teil davon eine urgeschichtliche Datierung auszuschliessen.

## Überdüngung
Der Pfäffikersee litt an einer starken Überdüngung durch Pflanzennährstoffe. Bereits in den 1950er-Jahren wurde auf Privatinitiative des Seilbahningenieurs Gerhard Müller eine von ihm konstruierte, interne Belüftungsanlage mit einer an Bojen aufgehängten Röhre installiert. Der Phosphorgehalt sank von 0,06 Milligramm Phosphor pro Liter (1992) auf 0,02 Milligramm (2008). Daher wurde die Anlage im Frühjahr 2011 im Zusammenhang mit Bauarbeiten ausser Betrieb genommen. Regelmässig stattfindende Messungen zeigten, dass dank verbesserter Abwasserreinigung und verringertem Nährstoffeintrag aus der Landwirtschaft die Überdüngung weiter abnimmt. Deshalb wurde die gesamte Anlage im November 2014 abgebaut.

## Seegfrörni

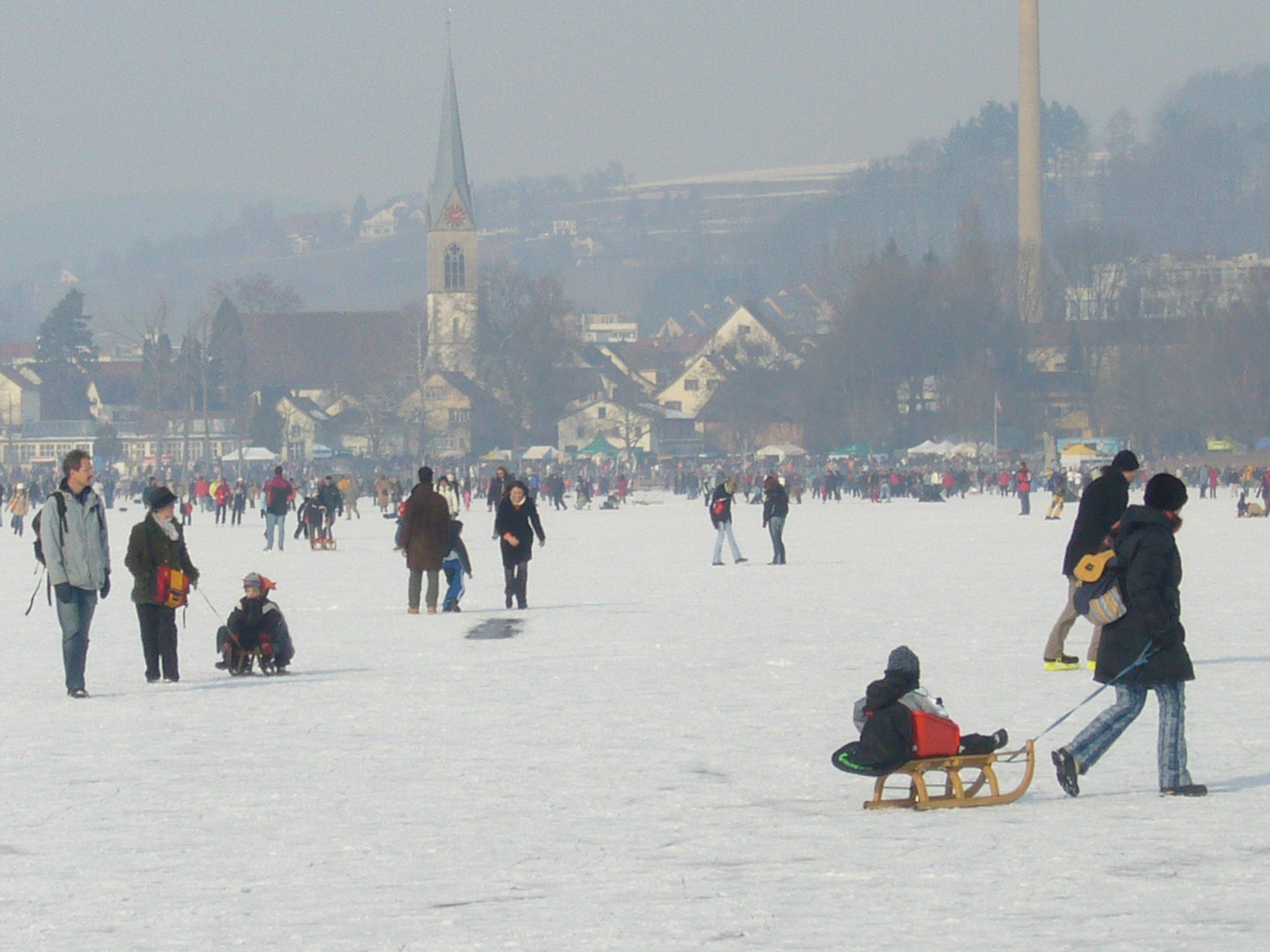
Seegfrörni 2006

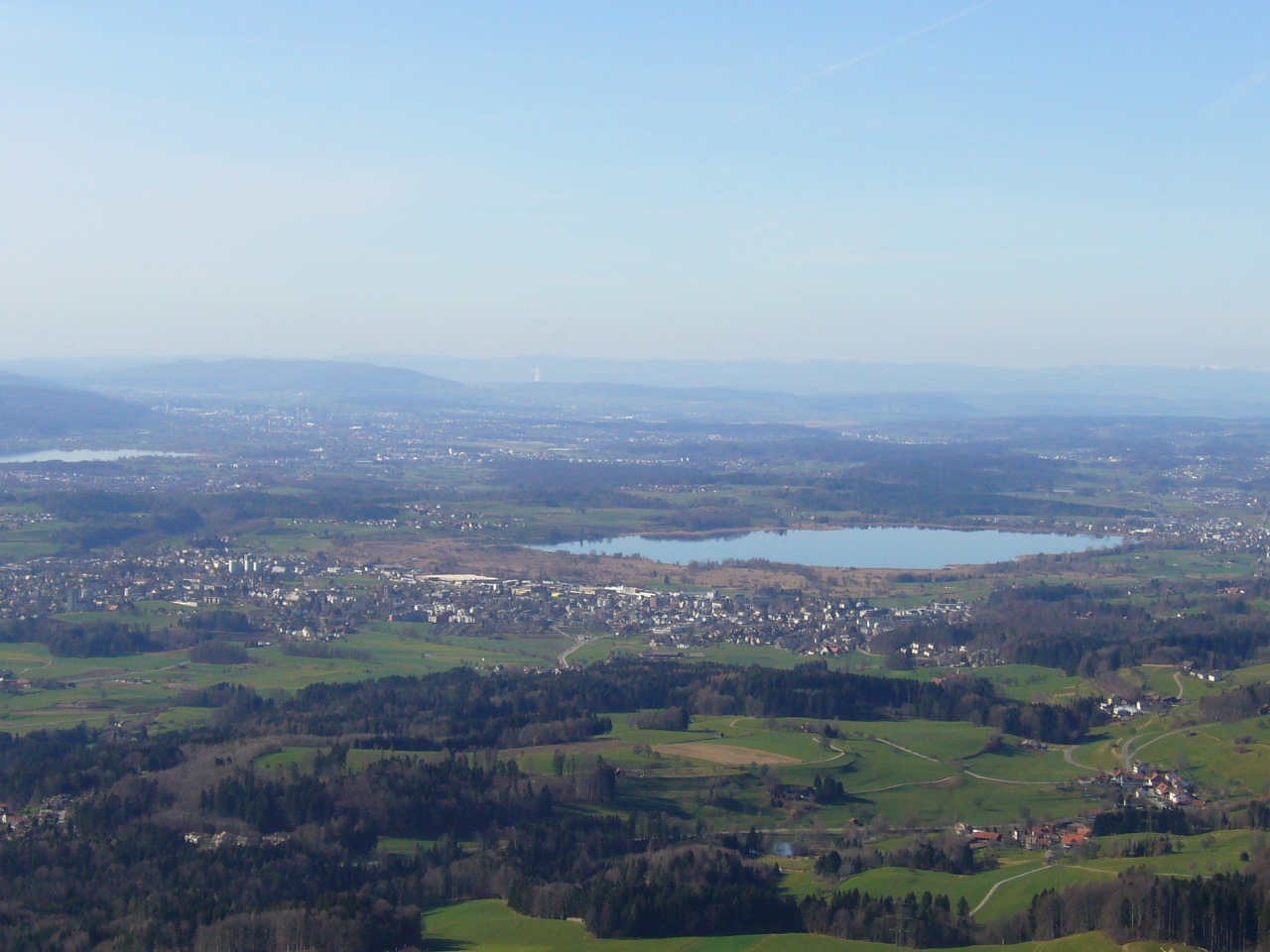
Pfäffikersee vom Bachtel aus gesehen

Bei länger anhaltender, sehr kalter Witterung kann der Pfäffikersee im Winter komplett zufrieren, sodass es zu einer Seegfrörni kommt. Dazu braucht es im Mittel eine Kältesumme von 120 Grad (im Vergleich: für den Zürichsee sind 320, für den Bodensee 370 Grad notwendig). Für die offizielle Freigabe der Eisfläche ist eine Eisdicke von 12 Zentimetern erforderlich.
Letztmals freigegeben wurde das Eis am 11. Februar 2012, davor im Jahr 2006 vom 26. Januar bis zum 8. Februar und vom 10. bis zum 14. Februar. Die gefrorene Seefläche wurde von Zehntausenden von Menschen aus der näheren und ferneren Umgebung begangen und zum Eislaufen genutzt. Das erste Mal in diesem Jahrhundert war der See im Winter des Jahres 2002 begehbar.

## Naturschutzgebiet
Der See mit seinem Schilfgürtel ist ein beliebtes Natur- und Erholungsgebiet im Kanton Zürich. Er steht unter Naturschutz und gehört seit 1977 zu den Landschaften von nationaler Bedeutung (Objektnummer 1409). Die rund 258 ha Moorflächen prägen die Landschaft. Der einmalige Moorkranz, die Wallmoränen und Drumlins dokumentieren, wie der Linthgletscher die Landschaft formte. Offene Flachmoore, Hoch- und Übergangsmoore fügen sich mit Torfstichlöchern, Birken- und Erlenbruchwäldchen und dem vielfältig geformten Seeufer mit Schwimmblatt- und Schilfgürteln zu einer urtümlichen Landschaft. Hier wachsen fast alle in der Schweiz vertretenen Pflanzengesellschaften der Hoch-, Übergangs- und Flachmoore auf kleinem Raum: Grossseggenried, kalkreiches Kleinseggenried, Kopfbinsen- und Schneidbinsenried, Pfeifengraswiesen, offenes Hochmoor, Übergangsmoor, Kleinseen und Moortümpel sowie Moor-Weidengebüsche. Sekundärer Föhren-Birkenbruch- und Schwarzerlenbruchwald strukturieren die ausgedehnten Moorflächen. Die meisten Flachmoore werden als Streuwiesen genutzt und so die Verbuschung bekämpft. Zu den für Moore charakteristischen Pflanzen, die hier heimisch sind, gehören das Schlanke Wollgras (Eriophorum gracile) und die Buxbaums Segge (Carex buxbaumii), die gemäss Roter Liste stark gefährdet bzw. verletzlich sind.
Viele Wasser-, Riet- und Zugvögel brüten, rasten oder überwintern hier. Im Gebiet konnten 13 Vogel- und 3 Libellenarten nachgewiesen werden, die gemäss Roter Liste bedroht sind.
Im Gebiet des Pfäffikersees sind die folgenden Schutzgebiete, die sich überlappen, von nationaler Bedeutung.
| ID mit Link zum Kartenausschnitt                                   | Bezeichnung mit Link zum Objektblatt (PDF)        | Fläche                                            |
| Hoch- und Übergangsmoore von nationaler Bedeutung                  | Hoch- und Übergangsmoore von nationaler Bedeutung | Hoch- und Übergangsmoore von nationaler Bedeutung |
| ------------------------------------------------------------------ | ------------------------------------------------- | ------------------------------------------------- |
| ZH-102                                                             | Torfried                                          | 31,71 ha                                          |
| ZH-103                                                             | Robenhausenried/Pfäffikersee                      | 58,13 ha                                          |
| Flachmoore von nationaler Bedeutung                                |                                                   |                                                   |
| ZH-2211                                                            | Giwitzenried/Bächliried                           | 31,82 ha                                          |
| ZH-2212                                                            | Robenhauserriet/Pfäffikersee                      | 199,79 ha                                         |
| Landschaften und Naturdenkmäler von nationaler Bedeutung           |                                                   |                                                   |
| 1409                                                               | Pfäffikersee                                      | 886,58 ha                                         |
| Moorlandschaften von besonderer Schönheit und nationaler Bedeutung |                                                   |                                                   |
| 5                                                                  | Pfäffikersee                                      | 1069,8 ha                                         |

## Quelle
- Seen in der Schweiz: Natürliche und Speicherseen (Memento vom 5. Oktober 2008 im Internet Archive). Bundesamt für Umwelt BAFU, 2007
- Pfäffikersee – Zustand Wasserqualität. Bericht Bundesamt für Umwelt BAFU vom 1. Februar 2017 (PDF; 406 kB)